# Monte Leone
Monte Leone – szczyt w Alpach Lepontyńskich, części Alp Zachodnich. Leży na granicy między Szwajcarią (kanton Valais) a Włochami (region Piemont). Należy do podgrupy Alpy Monte Leone – Świętego Gotarda. Jest to najwyższy szczyt Alp Lepontyńskich. Można go zdobyć ze schroniska Monte Leone Hütte (2848 m) po stronie szwajcarskiej lub Rifugio Città di Arona (1760 m) po stronie włoskiej.
Pierwszego odnotowanego wejścia dokonali ChristCarlo Cressini, Franz Jarba i Vittorio Roggia 16 sierpnia 1892 r.